# Éric Vuillard
Éric Vuillard (Lyon, 4 de mayo de 1968) es un escritor, cineasta y guionista francés. En 2017 ganó el premio Goncourt por su novela El orden del día.

## Biografía
Éric Vuillard publicó su primera novela en 1999, Le Chasseur. Posteriormente dos libros poéticos, Bois vert y Tohu. En 2009, publicó la novela épica Conquistadors, y en 2017 ganó el premio Goncourt con L'Ordre du jour.
La mayor parte de sus obras tienen, como marco de referencia, hechos de carácter histórico: la caída del imperio inca (Conquistadors), la revolución francesa (14 de julio), la conquista colonial de África (Congo), la Primera Guerra Mundial (La batalla de Occidente), la Alemania nazi y la anexión de Austria (El orden del día).
Realizó en 2008 un largometraje, Mateo Falcone, que es una adaptación de la novela corta de Prosper Mérimée. La película fue presentada al festival de Turín y al festival Premiers Plans de Angers, en 2014.
Actualmente vive en Rennes.

## Obras
- Le Chasseur, novela, París, Éditions Michalon, 1999.
- Bois vert, poesías, París, Éditions Léo Scheer, 2002.
- Tohu, París, Éditions Léo Scheer, 2005.
- Conquistadors, novela, París, Éditions Léo Scheer, 2009.
- La Bataille d'Occident, novela, Arlés, Éditions Actes Sud, 2012.
- Congo, novela, Arlés, Éditions Actes Sud, 2012.
- Tristesse de la terre: Une histoire de Buffalo Bill Cody, novela, Arlés, Éditions Actes Sud, 2014.
- 14 Juillet, novela, Arlés, Éditions Actes Sud, 2016.
- El orden del día, novela, Arlés, Éditions Actes Sud, 2017.
- La guerra de los pobres, novela, Tusquets, 2020.
- Una salida honrosa, novela, Tusquets, 2023.
- Conquistadores, novela, Tusquets, 2024.[13]

## Filmografía
- 2002 : La Vie nouvelle (guionista)
- 2006 : L'Homme qui marche (realizador y guionista)
- 2008 : Mateo Falcone (realizador y guionista)

## Premios y distinciones
- Premio Ignatius J. Reilly 2010 por Conquistadors.
- Premio franco-alemán Franz Hessel 2012 por La Bataille d'Occident y por Congo.[14]
- Premio Valery-Larbaud 2013 por La Bataille d'Occident y por Congo.
- Finalista Premio Femina 2014 por Tristesse de la terre.[15]
- Premio Alexandre-Vialatte 2017 por 14 Juillet y por el conjunto de su obra.
- Premio Goncourt 2017 por L'Ordre du jour.